# アンヌ・フォンテーヌ
アンヌ・フォンテーヌ（Anne Fontaine、1959年7月15日 - ）はルクセンブルクで生まれ、フランスで活躍する映画監督・脚本家・女優。俳優のジャン＝クレティアン・シベルタン＝ブランは弟。

## 略歴
1959年7月15日、ルクセンブルク生まれ。父親が音楽学者・オルガニストで、子供のころはリスボンで過ごす。パリに移ってからダンスをはじめ、1980年代から女優として舞台やテレビに出演。そのうち、舞台監督のアシスタントも務め、1993年に初監督作品を完成させる。1995年には弟のジャン＝クレティアン・シベルタン＝ブラン主演のコメディ『おとぼけオーギュスタン』で高い評価を得る。1997年の『ドライ・クリーニング』でヴェネツィア国際映画祭脚本賞を受賞。
2009年にはココ・シャネルの伝記映画『ココ・アヴァン・シャネル』を手掛けた。2017年、映画『夜明けの祈り』の「フランス映画祭2017」上映に合わせ来日した。

## 主な監督作品
- おとぼけオーギュスタン Augustin (1995)
- ドライ・クリーニング Nettoyage à sec (1997)
- オーギュスタン 恋々風塵（フランス語版） (1999)
- 恍惚 Nathalie... (2003)
- ココ・アヴァン・シャネル Coco avant Chanel (2009)
- 美しい絵の崩壊 Adore (2013)
- 夜明けの祈り Les Innocentes (2016)
- 白雪姫〜あなたが知らないグリム童話〜 Blanche comme neige (2019)
- ボレロ 永遠の旋律（英語版） (2024)